# Gallienus
Gallienus (tiếng Latinh: Publius Licinius Egnatius Gallienus Augustus; 218 – 268) là Hoàng đế La Mã với cha mình Valerianus từ năm 253 đến 260 và một mình từ năm 260 đến 268. Ông đã cai trị trong cuộc khủng hoảng của thế kỷ thứ ba mà gần như gây ra sự sụp đổ của Đế quốc La Mã. Trong khi Gallienus đã giành được một số chiến thắng quân sự nhưng cũng không thể ngăn chặn sự ly khai của các tỉnh quan trọng. Dưới thời Gallienus, đế chế dường như đứng bên bờ vực thẳm. Sau nhờ vào các ý tưởng mới của ông mà đất nước bắt đầu dần hồi phục dù ông trị vì không bao lâu thì bị giết.

## Tiểu sử

### Nắm quyền

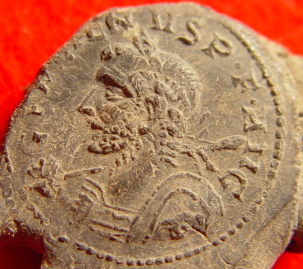
Gallienus được khắc họa trên một cái ấn bằng chì.

Ngày sinh chính xác của Gallienus cho đến giờ vẫn còn khá mơ hồ. Nhà viết sử biên niên của Hy Lạp John Malalas và cuốn Epitome de Caesaribus ghi rằng hoàng đế khoảng 50 tuổi vào lúc qua đời, có nghĩa là ông được sinh ra khoảng năm 218. Gallienus là con trai của Hoàng đế Valerianus và Hoàng hậu Mariniana thuộc tầng lớp nguyên lão, có thể là con gái của Egnatius Victor Marinianus và anh trai của ông là Valerianus. Dòng chữ khắc trên đồng tiền xu cho biết mối liên hệ của ông với Falerii ở Etruria, mà có thể là nơi sinh của ông; nó còn đưa ra nhiều chữ khắc liên quan đến gia đình mẹ mình ở Egnatii. Gallienus kết hôn với Cornelia Salonina khoảng mười năm trước khi ông thừa kế ngôi vị. Salonina là mẹ của ba vị hoàng tử gồm Valerianus II mất vào năm 258, Saloninus cũng được chọn làm đồng hoàng đế nhưng về sau bị quân của tướng Postumus giết chết vào năm 268, và sau cùng là Marinianus cũng bị sát hại vào năm 268 ngay sau khi cha mình bị ám sát.
Khi Valerianus tự xưng là Hoàng đế vào ngày 22 tháng 10 năm 253, ông yêu cầu Viện Nguyên lão phê chuẩn chọn Gallienus làm Caesar và Augustus. Ông còn được bổ nhiệm làm Chấp chính quan Ordinarius vào năm 254, mà Marcus Aurelius và người em nuôi Lucius Verus đã làm từ một thế kỷ trước, Gallienus và cha của ông đã tiến hành phân chia Đế quốc. Valerianus trao lại phía Đông để ngăn chặn các mối đe dọa của người Ba Tư, còn Gallienus ở lại Ý để đẩy lùi các bộ tộc người German trên sông Rhine và sông Danube. Sự phân chia Đế quốc La Mã đã trở nên cần thiết do cương thổ quá lớn và vô số hiểm họa phải đối mặt, vì vậy mà đế chế phải tạo điều kiện đàm phán với những kẻ thù đã đề ra yêu cầu muốn giao thiệp trực tiếp với các hoàng đế.

### Triều đại lúc ban đầu

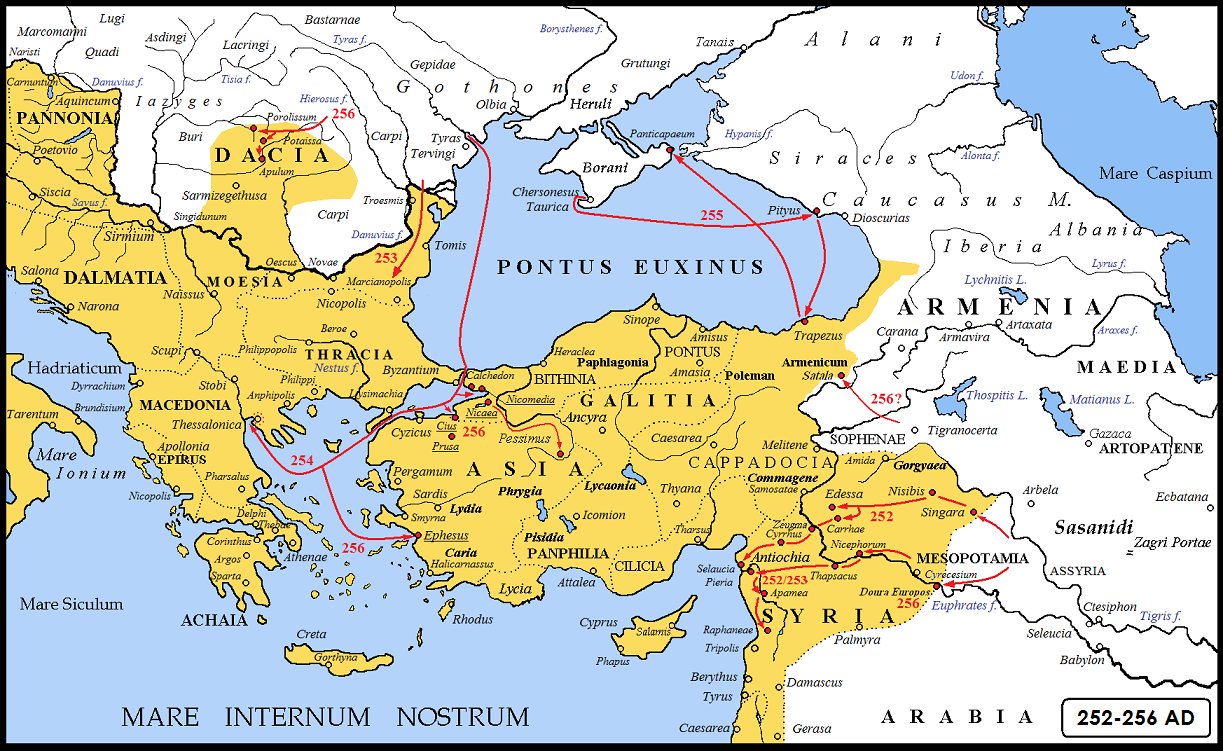
Các man tộc xâm nhập vào phía đông Đế quốc La Mã gồm người Goth, Borani, Carpi, cùng thời với Hoàng đế Ba Tư Shapur I khoảng năm 252-256, dưới thời Hoàng đế Valerianus và Gallienus

Gallienus dành phần lớn thời gian của mình ở các tỉnh vùng sông Rhine (Hạ Germania, Thượng Germania, Raetia và Noricum), mặc dù ông gần như chắc chắn đã đến thăm khu vực sông Danube và Illyricum suốt năm 253 đến 258. Theo Eutropius và Aurelius Victor, ông đặc biệt năng động và thành công trong việc ngăn chặn những kẻ xâm lược tấn công các tỉnh vùng German và Gaul, bất chấp sự yếu kém gây ra từ cuộc hành quân của Valerianus vào đất Ý chống lại Aemilianus năm 253. Theo bằng chứng nghiên cứu về tiền, ông dường như có giành được nhiều chiến thắng ở đó, và một chiến thắng ở Dacia thuộc La Mã cũng được ấn định vào thời gian đó. Ngay cả những kẻ thù truyền thống Latinh đều cho rằng thành công thuộc về ông vào lúc này.
Năm 255 hoặc 257, Gallienus lại được phong làm Chấp chính quan một lần nữa, điều đó cho thấy ông từng đến thăm Roma trong một thời gian ngắn vào những lúc rãnh rỗi, dù không có tài liệu ghi chép nào còn tồn tại. Trong thời gian ở lại ít lâu tại Danube (Drinkwater cho là vào khoảng năm 255 hoặc 256), ông đã phong con trai mình Valerianus II làm Caesar và như vậy sẽ chính thức kế thừa ngôi vị cùng Valerianus I; người bạn thân có thể tham gia cùng với Gallienus vào chiến dịch lúc đó, và khi Gallienus di chuyển về phía tây các tỉnh vùng sông Rhine năm 257, ông vẫn còn ở lại đằng sau sông Donau như là hiện thân cho uy quyền của đế chế.

### Vụ biến loạn Ingenuus
Thỉng thoảng từ năm 258 đến 260 (không rõ ngày tháng), khi Valerianus đang bị rối bời với cuộc xâm lược liên tục của vua Ba Tư Shapur I ở phía Đông và Gallienus còn bận tâm với những vấn đề của mình ở phía Tây, thì Ingenuus là thống đốc của ít nhất một trong những tỉnh Pannonia đã chớp thời cơ dấy loạn giết chết Valerianus II ở sông Donau vào năm 258 và tự xưng hoàng đế vào năm 260. Ingenuus có thể chịu trách nhiệm về thảm họa này. Ngoài ra, sự thất bại và bắt giữ Valerianus trong trận Edessa có thể là nguyên nhân dẫn đến các cuộc nổi dậy tiếp theo của Ingenuus, Regalianus và Postumus. Bất luận thế nào, Gallienus vẫn quyết định dẫn quân dẹp loạn. Ông để con mình là Saloninus làm Caesar tại Cologne dưới sự giám sát của Albanus (còn gọi là Silvanus) và các lãnh đạo quân sự của Postumus. Sau đó ông vội vàng hành quân vượt qua vùng Balkan, mang theo đoàn kị binh cận vệ (Comitatus) dưới sự chỉ huy của Aureolus đã đánh bại Ingenuus tại Mursa hoặc Sirmium. Chiến thắng này chủ yếu là nhờ đoàn kị binh thiện chiến và tài chỉ huy của tướng lĩnh. Ingenuus sau cùng bị đám vệ sĩ giết chết hoặc nhảy sông tự vẫn sau khi đô thành Sirmium của ông bị chiếm.

### Ngoại tộc xâm nhập phía tây đế quốc

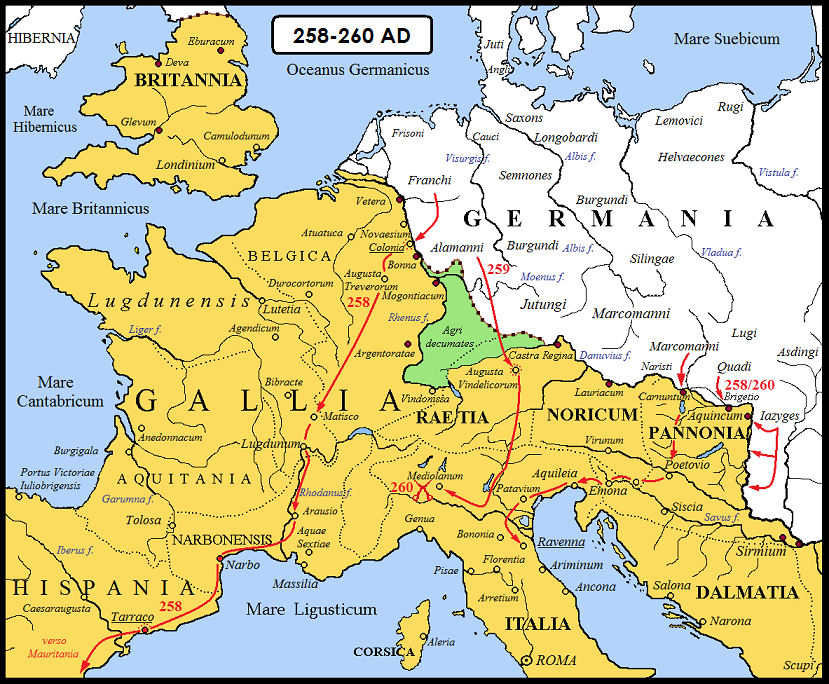
Các man tộc xâm nhập vào phía tây Đế quốc La Mã gồm người Frank, Alemanni, Marcomanni, Quadi, Iazigi và Roxolani khoảng năm 258-260.

Người Alemanni và các bộ tộc German khác đã thực hiện một cuộc xâm nhập ồ ạt vào năm 258 và 260 (rất khó để ấn định ngày tháng chính xác của các sự kiện này), cũng có thể là do khoảng trống để lại từ việc rút các binh đoàn đang hỗ trợ Gallienus trong các chiến dịch chống lại Ingenuus. Người Frank nhân dịp này đã tràn qua vùng hạ lưu sông Rhine xâm chiếm xứ Gaul, một số còn kéo dài tới tận phía nam Tây Ban Nha, tiến hành cướp phá Tarraco (nay là Tarragona). Người Alamanni xâm nhập có thể là đi qua vùng Agri Decumates (một khu vực giữa thượng lưu sông Rhine và thượng lưu sông Donau), có khả năng đi theo họ là người Juthungi. Sau khi tàn phá vùng Thượng Germania và Raetia (một phần miền Nam nước Pháp và Thụy Sĩ), họ tiến vào Ý và được xem là cuộc xâm lược đầu tiên trên bán đảo Ý, ngoài khu vực phía Bắc xa xôi nhất kể từ khi Hannibal tiến vào đất Ý 500 năm trước. Khi những kẻ xâm lược đến vùng ngoại ô Roma, họ đã bị đẩy lui bởi một đội quân có khả năng ứng biến được Viện Nguyên lão tập hợp bao gồm quân đội địa phương (có thể là đội Cấm vệ quân Praetorian Guard) và đội dân binh thiện chiến. Trên đường rút lui qua miền bắc Ý, họ bị chặn lại và bị đánh bại trong trận Mediolanum (gần khu vực nay là Milan) bởi quân của Gallienus, lúc này đang được điều động từ Gaul hoặc từ vùng Balkan sau khi đối phó với người Frank. Trận đánh tại Mediolanum đã được quyết định và kể từ đó nó khiến người Alamanni sẽ không quấy rầy đế quốc trong mười năm tới. Người Juthungi định tìm cách vượt qua dãy núi Alps với chiến lợi phẩm và tù binh của họ từ Ý. Một nhà sử học trong thế kỷ 19 cho rằng sáng kiến của Viện Nguyên lão đã dẫn đến sự đố kị và nghi ngờ của Gallienus, góp phần loại trừ các nguyên lão giữ chức tư lệnh quân đội.

### Dẹp loạn Regalianus ở Illyricum
Khoảng thời gian này, Regalianus, một chỉ huy quân sự của Illyricum đã tự xưng là Hoàng đế. Không rõ nguyên nhân ra sao và bộ sử Historia Augusta (gần như là nguồn tài liệu duy nhất về những sự kiện này) đã không cung cấp một câu chuyện đáng tin cậy. Cũng có thể cuộc nổi dậy này bắt nguồn từ sự bất mãn của các viên tỉnh trưởng dân sự và quân sự do họ cảm thấy sự bảo vệ các tỉnh đã bị triều đình bỏ bê không mấy quan tâm đến.
Regalianus nắm quyền được khoảng sáu tháng và cho phát hành đồng tiền mang hình ảnh của mình. Sau một số thành công chống lại người Sarmatia, cuộc nổi dậy của ông đã bị dập tắt bởi cuộc xâm lược của người Roxolani vào Pannonia, Regalianus đã tử trận khi quân xâm lược chiếm thành phố Sirmium. Có một ý kiến cho rằng chính Gallienus đã mời người Roxolani vào tấn công Regalianus nhưng nhà sử học khác đã bác bỏ lời buộc tội đó. Cũng có ý khác cho rằng cuộc xâm lược cuối cùng đã được Gallienus ngăn chặn gần Verona và đích thân ông chỉ đạo việc phục hồi tỉnh thành có thể là cùng một người.

### Valerianus đại bại bị bắt và loạn Macrianus

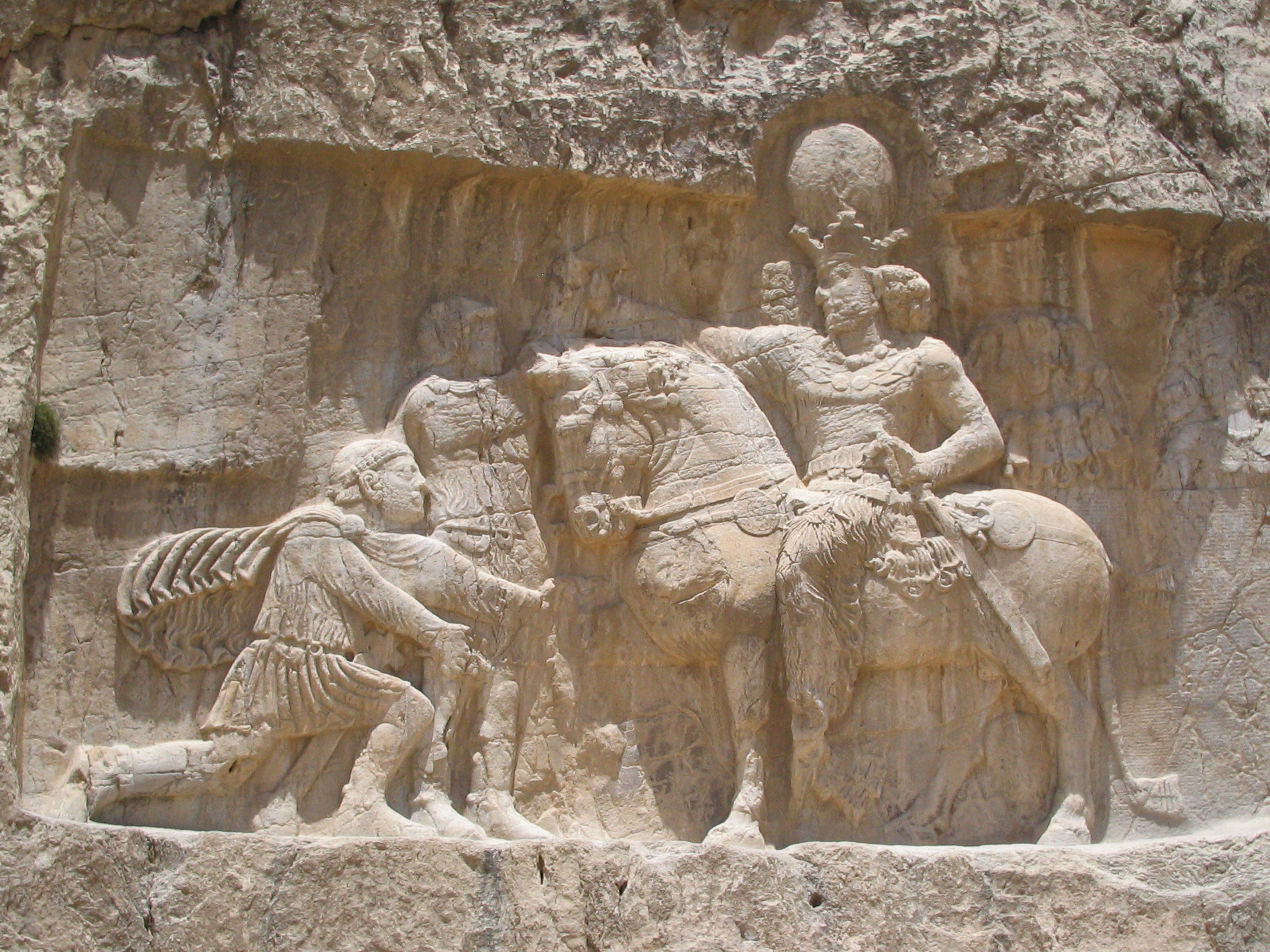
Một bức phù điêu khắc họa cảnh Hoàng đế Valerianus đứng trên đó và bị Shapur I bắt giữ được tìm thấy ở Naqsh-e Rustam, Shiraz, Iran. Người đàn ông quỳ gối bên cạnh có lẽ là Marcus Julius Philippus

Trong lúc đó ở phía Đông, Valerianus phải đối mặt với những rắc rối nghiêm trọng. Một toán quân Scythia đã tiến hành một cuộc đột kích trên biển chống lại Pontus ở phần phía bắc nay thuộc Thổ Nhĩ Kỳ. Sau khi tàn phá tỉnh này, họ di chuyển về phía nam tiến vào Cappadocia. Valerianus dẫn quân để ngăn chặn họ nhưng không thành công, có lẽ vì một bệnh dịch nghiêm trọng làm suy yếu quân đội của ông, cũng như cuộc xâm lược miền Bắc Mesopotamia đương thời của Shapur I, vua Ba Tư nhà Sassanid.
Năm 259 hoặc 260, quân đội La Mã đã bị đánh bại trong trận Edessa và Valerianus bị bắt làm tù binh. Quân của Shapur liền tiến đánh Cilicia và Cappadocia (nay thuộc Thổ Nhĩ Kỳ) như những bản khắc tuyên bố của Shapur đã cướp phá 36 thành phố. Số quân La Mã còn lại được củng cố bởi một viên sĩ quan Callistus (Balista), một quan chức tài chính tên Fulvius Macrianus, tàn quân của quân đoàn La Mã phương Đông và Odaenathus cùng đạo kỵ binh Palmyra của mình đồng loạt chống lại Shapur. Người Ba Tư đã bị đẩy lui, nhưng Macrianus lại tuyên bố hai con trai của ông Quietus và Macrianus (đôi khi ghi nhầm thành Macrinus) là hoàng đế. Những đồng tiền xu được đúc dành cho họ ở các thành phố lớn phía Đông cho thấy sự thừa nhận của việc cướp ngôi. Macrianus để Quietus, Ballista và có thể gồm cả Odenathus để đối phó với người Ba Tư trong khi họ xâm chiếm châu Âu với một đội quân 30.000 người, theo bộ sử Historia Augusta. Lúc đầu họ không gặp sự chống cự nào. Các quân đoàn lê dương Pannonia đều gia nhập quân xâm lược vì phẫn uất trước sự vắng mặt của Gallienus. Ông đã gửi viên tướng tài Aureolus dẹp trừ phản tặc và trận chiến quyết định xảy ra vào mùa xuân hoặc đầu mùa hè năm 261, nhiều khả năng là ở Illyricum mặc dù Zonaras đã đặt nó ở Pannonia. Biết rằng khó mà chống lại nổi, quân đội của Macrianus quyết định ra hàng, riêng hai nhà lãnh đạo của họ thì bị xử tử.
Do hậu quả của cuộc chiến mà kéo theo đó là cuộc nổi loạn của Postumus, vì vậy Gallienus không có thời gian để đối phó với đám tàn quân của kẻ tiếm vị cụ thể là Balista và Quietus. Ông đành đi đến một thỏa thuận với Odenathus, người vừa trở về từ chuyến viễn chinh Ba Tư đầy thắng lợi. Odenathus được nhận danh hiệu Dux Romanorum và nhận lệnh bao vây quân nổi dậy đóng tại Emesa. Cuối cùng, người dân Emesa đã giết chết Quietus, Odenathus thì bị bắt sống và Balista cũng bị xử tử vào tháng 11 năm 261.

### Postumus dấy loạn xưng đế
Sau thất bại tại Edessa, Gallienus đã đánh mất quyền kiểm soát các tỉnh gồm Britannia, Hispania, Germania và một phần lớn xứ Gaul khi một viên tướng khác là Postumus tuyên bố nổi dậy, tự xưng đế lập quốc (mà sử sách thường gọi là Đế quốc Gallia). Cuộc nổi loạn mang tính cục bộ trùng hợp với loạn Macrianus ở phía Đông. Gallienus phải lập người con Saloninus và người giám hộ là Silvanus ở Cologne để phòng ngừa loạn quân vào năm 258. Postumus, một vị tướng chỉ huy cánh quân đóng dọc sông Rhine đã đánh bại một vài toán cướp và sở hữu chiến lợi phẩm của họ.Thay vì trả lại cho chủ sở hữu ban đầu thì ông lại chia cho toàn quân của mình. Khi tin này đến tay của Silvanus thì ông lại yêu cầu số chiến lợi phẩm này phải được gửi trả về cho mình. Postumus lúc đầu định thuận theo ý chủ tướng, nhưng binh sĩ của ông hay tin đó đã lập tức nổi loạn và tôn ông làm Hoàng đế. Quân đội dưới sự chỉ huy của ông đã tiến hành bao vây Cologne, chỉ sau vài tuần vây thành thì quân phòng thủ thành phố đã sức cùng lực kiệt đành phải mở cửa ra hàng, đồng thời bắt sống Saloninus và Silvanus trao cho Postumus toàn quyền quyết định, cuối cùng ông ra lệnh xử tử họ để trừ hậu họa về sau. Niên đại của những sự kiện này là không chính xác, nhưng dường như chỉ xảy ra vào khoảng năm 260. Postumus tự phong cho mình và một trong những cộng sự của ông là Honoratianus làm chấp chính quan nhưng theo D.S. Potter thì ông chưa bao giờ có ý định lật đổ Gallienus hoặc xâm chiếm toàn bộ nước Ý.
Ngay khi nhận được tin tức về cái chết của con trai mình, Gallienus bắt đầu tập trung lực lượng để đối phó với Postumus. Cuộc xâm lược của Macriani buộc ông phải phái Aureolus dẫn đầu đại quân để chống lại họ, thế nhưng chỉ còn mình ông với số quân ít ỏi không đủ để giao chiến với Postumus. Sau khi một số thất bại ban đầu, đại quân của Aureolus đã đánh bại được Macriani rồi quay trở lại với quân của Gallienus và đánh đuổi Postumus về nước. Aureolus được giao phó việc truy kích Postumus thế nhưng ông ta đã cố tình cho phép Postumus trốn thoát và tập hợp quân mới. Gallienus trở lại vào năm 263 hoặc 265 và bao vây Postumus trong một thành phố Gaul vô danh. Trong cuộc bao vây, Gallenus bị thương nặng bởi một mũi tên và phải rời khỏi chiến trường. Sự bế tắc kéo dài mãi cho đến khi Gallenus qua đời và Đế quốc Gallia vẫn còn độc lập đến tận năm 274 mới bị Hoàng đế Aurelianus thôn tính.

### Trấn áp loạn Aemilianus ở Ai Cập
Năm 262, sở đúc tiền tại Alexandria bắt đầu phát hành lại tiền xu cho Gallienus, chứng minh rằng Ai Cập đã trở lại quyền kiểm soát của ông sau khi đàn áp cuộc nổi loạn của Macriani. Vào mùa xuân năm 262, thành phố bị náo động bởi tình trạng bất ổn dân sự như là kết quả của một cuộc bạo loạn mới. Kẻ dấy loạn lần này chính là viên thái thú Ai Cập Lucius Mussius Aemilianus và cũng là người đã từng hỗ trợ cho cuộc nổi loạn của Macriani. Thông qua thư từ của giám mục Dionysius thành Alexandria đã cung cấp một bài bình luận đầy màu sắc dựa trên bối cảnh ảm đạm của cuộc xâm lược, nội chiến, bệnh dịch và nạn đói là nét đặc trưng của thời kỳ này.
Biết rằng không can tâm để mất quyền kiểm soát những vựa lúc Ai Cập cực kỳ quan trọng. Gallienus đã phái tướng Theodotus dẫn quân thảo phạt phản tặc Aemilianus bằng đường biển. Trận quyết chiến có thể diễn ra ở gần Thebes với kết quả là một thất bại rõ ràng của Aemilianus. Nhờ chiến công này mà Gallienus giữ chức chấp chính quan thêm ba lần nữa vào các năm 262, 264 và 266.

### Ngoại tộc xâm nhập phía đông đế quốc

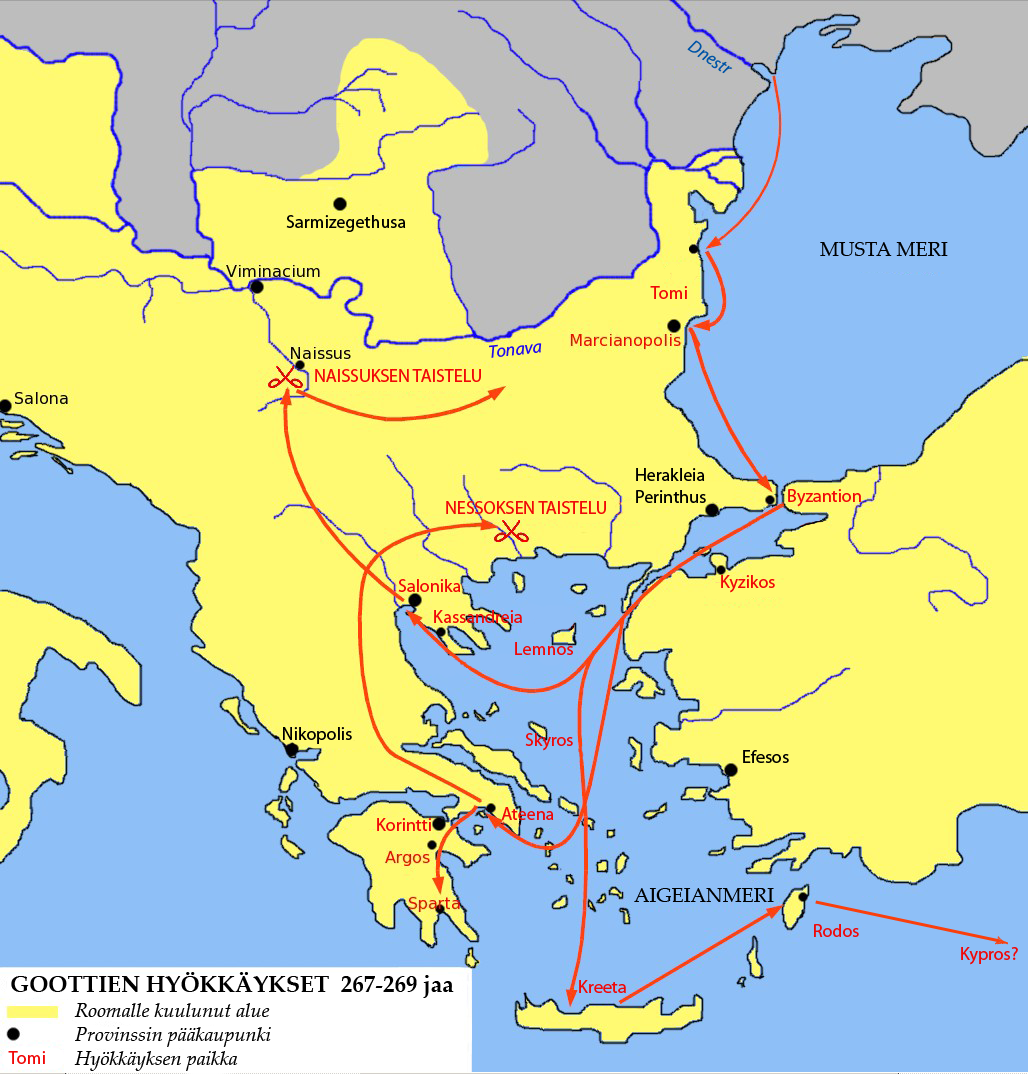
Người Goth tấn công đế quốc những năm 267-269.

Trong những năm 267-269, người Goth và các giống rợ khác đã xâm nhập bờ cõi của đế quốc với số lượng lớn. Nguồn tài liệu có phần cực kỳ nhầm lẫn về niên đại của những cuộc xâm lược này, thành phần tham gia và các mục tiêu của họ. Các nhà sử học hiện đại thậm chí không thể phân biệt một cách chắc chắn cho dù đã có hai hoặc nhiều hơn các cuộc xâm lược hoặc trong một thời gian dài duy nhất. Có vẻ như lần đầu tiên là một cuộc viễn chinh lớn bằng đường biển dưới sự chỉ huy của người Heruli bắt đầu từ phía bắc Biển Đen và đã tiến hành tàn phá nhiều thành phố của Hy Lạp (trong đó có Athena và Sparta). Một lần khác nữa về sau thì thậm chí số lượng của quân xâm lược còn nhiều hơn lần đầu đã bắt đầu một cuộc xâm nhập đế quốc bằng hải quân lần thứ hai. Người La Mã đã đánh bại quân man tộc trên biển đợt đầu tiên. Quân đội của Gallienus sau đó còn giành chiến thắng ở Thrace và Hoàng đế tiếp tục truy kích những kẻ xâm lược. Theo một số nhà sử học cho biết thì ông chính là nhà lãnh đạo của quân đội đã giành đại thắng trong trận Naissus, trong khi phần lớn tin rằng chiến thắng phải là của người kế nhiệm ông tức Hoàng đế Claudius II.

### Loạn Aureolus, mưu phản và cái chết

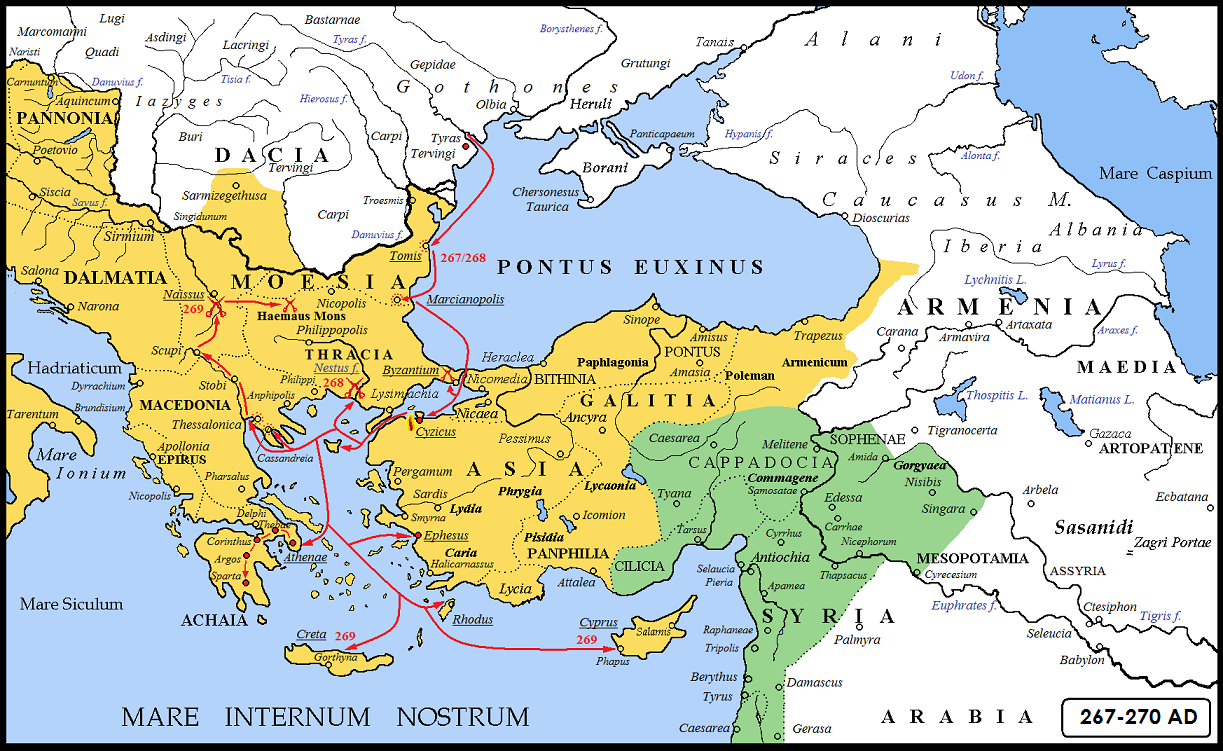
Cuộc xâm nhập của người Goth vào phía đông Đế quốc La Mã năm 267-270 dưới thời Gallienus và Claudius Gothicus. Màu xanh là Đế quốc Palmyra của Nữ hoàng Zenobia và Hoàng đế Vaballathus

Năm 268, vào lúc trước hoặc ngay sau trận chiến Naissus, uy quyền của Gallienus không được Aureolus, chỉ huy đoàn kị binh đóng quân tại Mediolanum (Milan) thừa nhận, cũng chính ông là người đã ngầm qua lại với Postumus để chờ thời cơ khởi sự. Thay vào đó, ông đóng vai trò là người đại diện của Postumus cho đến những ngày cuối cùng của cuộc nổi dậy của ông khi tự mình xưng đế đối chọi lại Gallienus. Trận quyết chiến diễn ra ở một nơi ngày nay gọi là Pontirolo Nuovo nằm gần Milan; do binh lực đôi bên quá sức chênh lệch nên chẳng mấy chốc Aureolus đã bị đánh bại mau chóng và phải rút về Milan cố thủ. Gallienus chớp thời cơ ra lệnh tiến quân công hãm thành phố thì đột nhiên bị hạ sát một cách bí ẩn trong cuộc bao vây. Có nhiều tài liệu khác nhau nói về vụ mưu sát này nhưng đa phần đều đồng ý rằng hầu hết các quan chức của Gallienus muốn ông phải chết, có thể là do mâu thuẫn nội bộ quá lớn trong triều. Theo cuốn Historia Augusta, một nguồn sử liệu không đáng tin cậy được biên soạn từ lâu sau khi các sự kiện xảy ra, thì vụ mưu sát hoàng đế là do viên chỉ huy đội Cấm vệ quân Aurelius Heraclianus và Marcianus thực hiện dù không rõ nguyên nhân.
Cecropius, chỉ huy quân man tộc Dalmatia đã phái người tới bảo rằng quân của Aureolus nên rời khỏi thành phố, trong khi Gallienus chỉ để lại quân doanh của ông mà không có binh sĩ canh phòng rốt cuộc sau đó cũng bị Cecropius tiêu diệt gần hết. Theo một số nhà sử học kể lại thì những kẻ chủ mưu đã quyết định chọn Claudius làm Hoàng đế, một lựa chọn khác của Gallienus khi ông sắp lâm chung; cuốn Historia Augusta thì quan tâm tới việc chứng minh các hậu duệ của nhà Constantinus bắt đầu từ Claudius, và điều này có thể giải thích các nguồn tài liệu của nó, rằng Claudius không có liên quan đến trong vụ mưu sát Gallienus. Các nguồn tài liệu khác (Zosimus i.40 và Zonaras xii.25) thì cho biết vụ mưu phản được tổ chức bởi Heraclianus, Claudius và Aurelianus.
Theo Aurelius Victor và Zonaras thì ngay khi hay tin Gallienus đã chết ngoài trận tiền, Viện Nguyên lão ở Roma đã lập tức ra lệnh xử tử cả nhà ông (bao gồm cả người em Valerianus và đứa con Marinianus) và những người ủng hộ họ, trước khi nhận được một thông báo từ Claudius để cứu mạng sống của họ và phong thần cho người tiền nhiệm của ông.

## Di sản

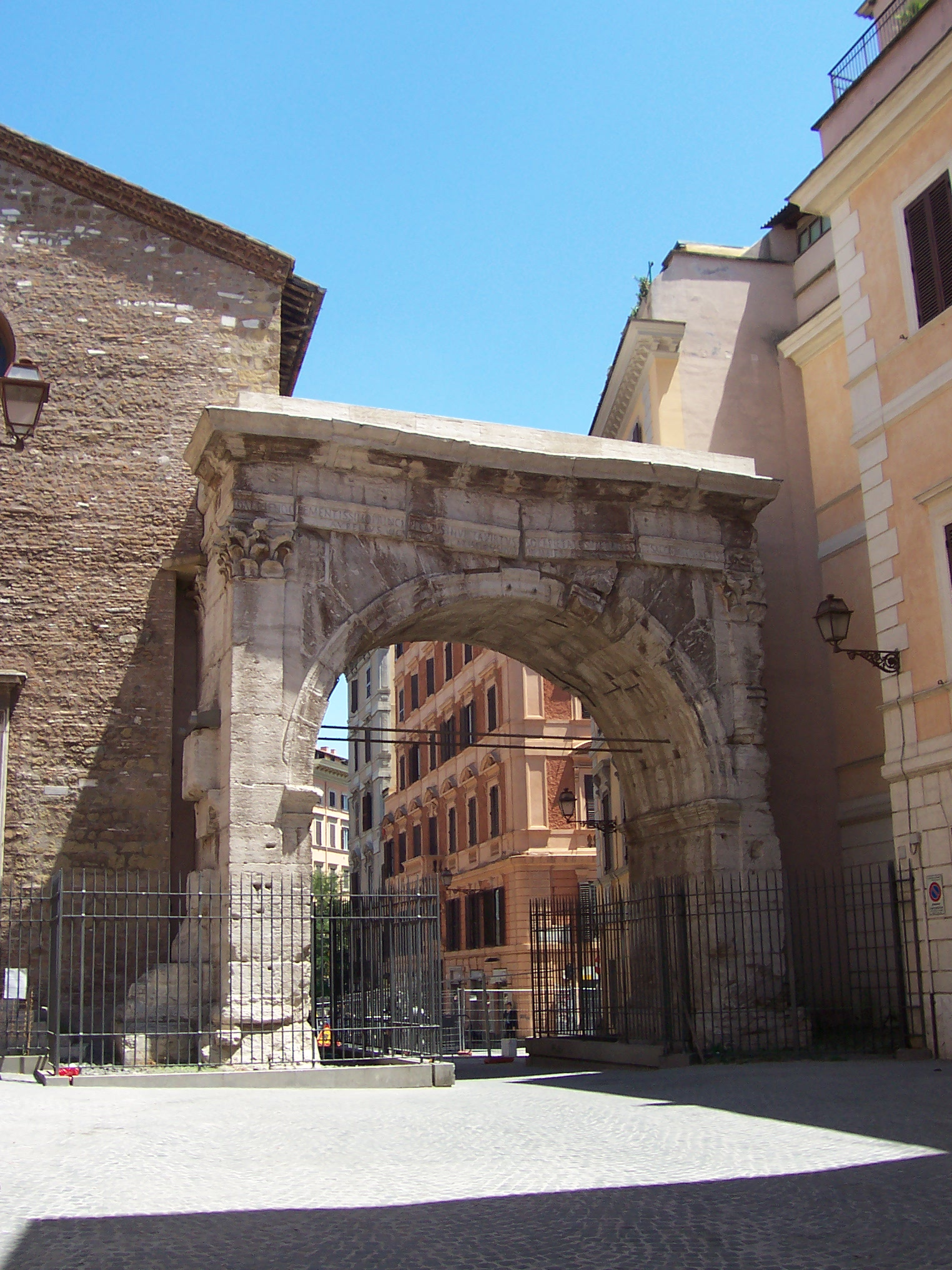
Vòm cửa Gallienus ở Roma được Gallienus xây dựng năm 262 chủ yếu dành để tưởng niệm chính ông

Gallienus đã không được các sử gia cổ đại nhìn nhận một cách thiện chí, một phần là do sự ly khai của Gaul và Palmyra và sự bất lực của ông trong việc giành lại lãnh thổ về như cũ. Theo học giả hiện đại Pat Southern thì một số nhà sử bây giờ đã nhìn nhận ông một cách khả quan hơn. Gallienus thậm chí còn đề ra một số cải cách hữu ích. Ông còn đóng góp cho lịch sử quân sự như là người đầu tiên lập ra một đội quân vũ trang dự bị đầu tiên của đế chế, một lực lượng di động gồm những chiến binh xuất sắc gọi là Comitatus (đoàn cận vệ) có thể được phái đi bất cứ nơi nào trong đế quốc trong thời gian ngắn. Cải cách này được cho là đã tạo ra một tiền lệ cho các vị hoàng đế tương lai Diocletianus và Constantinus I.
Ngoài ra Gallienus còn hủy bỏ sắc lệnh chống người Thiên Chúa giáo của cha mình và là người đỡ đầu cho triết gia Plotinus, người chủ trương học thuyết Tân Plato. Ông cũng khuyến khích phong cách điêu khắc mới làm sống lại những dấu ấn thời hoàng kim của Augustus, bên cạnh đó ông còn là một nhà thơ tài năng. Đồng thời ông hạ chiếu biến Milan, do vị trí gần với các biên giới bị đe dọa hơn trở thành thủ phủ trong mọi lãnh vực trừ trên danh nghĩa, còn Roma thì ngày càng biến thành một thành phố chỉ để tổ chức các nghi lễ xa hoa.
Người viết tiểu sử Aurelius Victor ghi rằng Gallienus còn cấm các Nguyên lão nghị viên nắm giữ chức tư lệnh quân đội. Chính sách này làm suy yếu sức mạnh của Viện Nguyên lão và góp phần làm tăng thế lực các viên chỉ huy thuộc tầng lớp kỵ sĩ ngày càng đóng vai trò quan trọng hơn. Theo quan điểm của Southern thì những cải cách này và sự suy giảm ảnh hưởng của tầng lớp Nguyên lão nghị viên không chỉ giúp Aurelianus vực dậy cả Đế quốc tránh khỏi sụp đổ, mà nó còn giúp Gallienus trở thành một trong những vị hoàng đế phải chịu trách nhiệm cho việc tạo ra thể chế Dominatus, cùng với Septimius Severus, Diocletianus và Constantinus I.

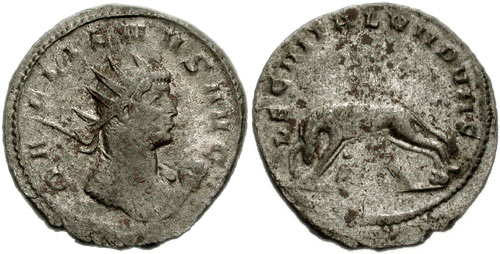
Đồng tiền xu Antoninianus được phát hành để kỷ niệm LEG II ITAL VII P VII F, "Legio II Italica bảy lần trung nghĩa và trung thành."
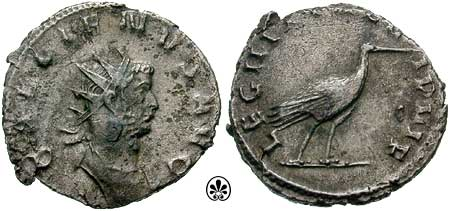
Đồng tiền xu Antoninianus được phát hành để kỷ niệm LEG III ITAL VI P VI F, "Legio III Italica sáu lần trung nghĩa và trung thành."
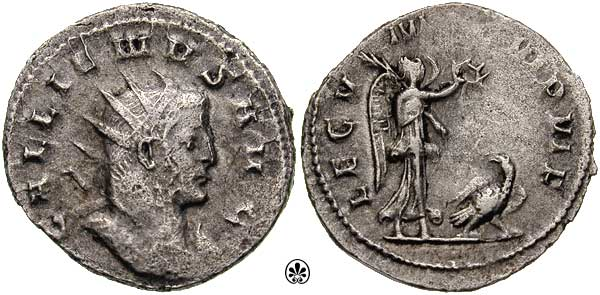
Đồng tiền xu Antoninianus được phát hành để kỷ niệm LEG VII MAC VI P VI F, "Legio VII Macedonica sáu lần trung nghĩa và trung thành."
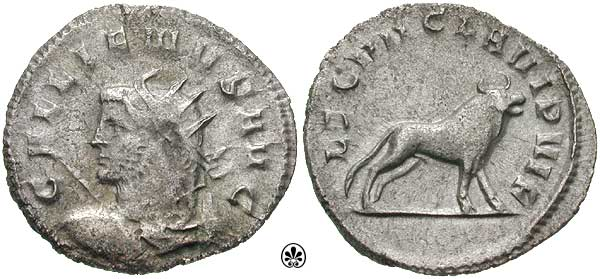
Đồng tiền xu Antoninianus được phát hành để kỷ niệm LEG VII CLA VI P VI F, "Legio VII Claudia sáu lần trung nghĩa và trung thành."

## Ảnh hưởng văn hóa
Gallienus được diễn viên Franco Cobianchi đóng trong bộ phim năm 1964 The Magnificent Gladiator (Đấu sĩ cừ khôi).